# Sphacophilus cellularis
Sphacophilus cellularis är en stekelart som först beskrevs av Thomas Say.  Sphacophilus cellularis ingår i släktet Sphacophilus och familjen borsthornsteklar. Inga underarter finns listade i Catalogue of Life.